# Olympische Sommerspiele 1984/Teilnehmer (Bangladesch)
| Gelbes Symbol für Goldmedaillen mit stilisierten Olympischen Ringen | Graues Symbol für Silbermedaillen mit stilisierten Olympischen Ringen | Braundes Symbol für Bronzemedaillen mit stilisierten Olympischen Ringen |
| ------------------------------------------------------------------- | --------------------------------------------------------------------- | ----------------------------------------------------------------------- |
| —                                                                   | —                                                                     | —                                                                       |

Bangladesch nahm bei den Olympischen Spielen 1984 in Los Angeles zum ersten Mal an Olympischen Sommerspielen teil. Die Delegation umfasste nur einen Athleten.

## Teilnehmer nach Sportart

### Leichtathletik
- Saidur Rahman Dawn
Männer, 100 m: in der 1. Runde ausgeschieden (11,25 s)
Männer, 200 m: in der 1. Runde ausgeschieden (22,59 s)